# San Marino en el Festival de la Canción de Eurovisión 2021
San Marino participó en el LXV Festival de la Canción de Eurovisión, celebrado en Róterdam, Países Bajos del 18 al 22 de mayo del 2021, tras la victoria de Duncan Laurence con la canción «Arcade». La San Marino RTV decidió mantener a la representante de San Marino de la cancelada edición de 2020, la cantante Senhit para participar en la edición de 2021, siendo presentada en el mes de marzo la canción «Adrenalina» con la cual competiría.
Tras clasificarse en 9° lugar de la semifinal 2 con 118 puntos, San Marino finalizó en la 22.ª posición con una sumatoria de 50 puntos: 37 del jurado profesional y 13 del televoto.

## Historia de San Marino en el Festival
San Marino es uno de los países que debutaron más recientemente, apareciendo por primera vez en la edición de Belgrado 2008. Desde entonces, el país ha participado 10 ocasiones en el concurso, siendo uno de los países con los peores resultados en el concurso, clasificando a la gran final solo en dos ocasiones: en 2014 y 2019. Su mejor resultado es la 19.ª posición del 2019 con el cantante Serhat. En 8 eliminaciones en semifinales, se posicionó en dos ocasiones en el último lugar de la semifinal.
La representante para la edición cancelada de 2020 fue la cantante Senhit con la canción disco «Freaky!». En 2019, el cantante de origen turco Serhat, terminó en 19.ª posición con 77 puntos en la gran final, con el tema «Say Na Na Na».

## Representante para Eurovisión

### Elección Interna
San Marino confirmó su participación en el Festival de la Canción de Eurovisión 2021 el 16 de mayo de 2020. La San Marino RTV anunció, que al igual que la haría la mayoría de los países participantes, volvió a seleccionar como representante al participante elegido para la edición de 2020, la cantante Senhit. La canción «Adrenalina» iba a ser presentada inicialmente el 23 de febrero de 2021, sin embargo se postergó la presentación hasta el 7 de marzo, estrenándose la canción junto al videoclip. El tema es de corte electropop con toques étnicos africanos, compuesto por Thomas Stengaard, Joy Deb, Linnea Deb, Jimmy Thörnfeldt, Kenny Silverdique, Suzi Pancenkov, Malou Linn Eloise Ruotsalainen y Chanel Tukia, junto con los propios Senhit y Flo Rida. Tanto Joy como Linnea Deb ya eran ganadores del concurso al componer «Heroes» del sueco Måns Zelmerlöw, mientras que Stengaard fue compositor del tema ganador danés «Only teardrops» de Emmelie de Forest.

## En Eurovisión
De acuerdo a las reglas del festival, todos los concursantes inician desde las semifinales, a excepción del anfitrión (en este caso, Países Bajos) y el Big Five compuesto por Alemania, España, Francia, Italia y Reino Unido. La producción del festival decidió respetar el sorteo ya realizado para la edición cancelada de 2020 por lo que se determinó que el país, tendría que participar en la segunda semifinal. En este mismo sorteo, se determinó que participaría en la primera mitad de la semifinal (posiciones 1-9). Semanas después, ya conocidos los artistas y sus respectivas canciones participantes, la producción del programa dio a conocer el orden de actuación, determinando que San Marino participara en la primera posición, seguida de Estonia.
Los comentarios para San Marino corrieron por parte de Lia Fiorio y Gigi Restivo tanto para televisión como para radio mientras que la portavoz del jurado profesional sanmarinense fue Monica Fabbri.

### Semifinal 2
Senhit tomó parte de los primeros ensayos los días 10 y 13 de mayo, así como de los ensayos generales con vestuario de la segunda semifinal los días 19 y 20 de mayo. El ensayo general de la tarde del 19 fue tomado en cuenta por los jurados profesionales para emitir sus votos, que representan el 50% de los puntos. San Marino se presentó en la posición 1, detrás de Estonia. La actuación sanmarinense fue diseñada por Luca Tommassini, teniendo a Senhit acompañada por dos bailarines y dos bailarines, quienes realizaron una coreografía sobre una plataforma en forma de rombo en el escenario. Durante el puente de la canción apareció el rapero estadounidense Flo Rida para unirse a la voz de Senhit. Tanto en la pantalla principal como en la lateral se proyectaron imágenes y fragmentos del videoclip de la canción intercalados con leyendas del título "Adrenalina" en distintos momentos.
Al final del show, San Marino fue anunciada como uno de los 10 países finalistas. Los resultados revelados una vez terminado el festival, colocaron a San Marino en 9.ª posición con 118 puntos, habiéndose colocado en 7.º lugar del jurado profesional con 76 puntos, y obteniendo la 10.ª posición del televoto con 42 puntos.

### Final
Durante la rueda de prensa de los ganadores de la segunda semifinal, se realizó el sorteo en el que se decidió en que mitad participaría cada finalista. San Marino fue sorteada para participar en la segunda mitad de la final (posiciones 14-26). El orden de actuación revelado durante la madrugada del viernes 21 de mayo, en el que se decidió que San Marino debía actuar en la posición 26 por delante de Suecia.
Durante la votación final, San Marino se colocó en 18.ª posición del jurado profesional con 37 puntos, incluyendo la máxima puntuación del jurado de Polonia. Posteriormente, se reveló su puntuación del televoto: un 21° lugar con 13 puntos. La sumatoria total colocaría a San Marino en la 22.ª posición con 50 puntos.

### Votación

#### Puntuación otorgada a San Marino

##### Semifinal 2
| Jurado      | Jurado                        | Jurado              | Jurado                                                              | Jurado                        |
| 12 puntos   | 10 puntos                     | 8 puntos            | 7 puntos                                                            | 6 puntos                      |
| ----------- | ----------------------------- | ------------------- | ------------------------------------------------------------------- | ----------------------------- |
|             | - Grecia - Moldavia - Polonia | - Albania - Francia |                                                                     |                               |
| 5 puntos    | 4 puntos                      | 3 puntos            | 2 puntos                                                            | 1 punto                       |
| - Dinamarca | - Reino Unido                 | - España - Islandia | - Bulgaria - Finlandia - República Checa - Letonia - Serbia - Suiza | - Austria - Estonia - Georgia |
| Televoto    |                               |                     |                                                                     |                               |
| 12 puntos   | 10 puntos                     | 8 puntos            | 7 puntos                                                            | 6 puntos                      |
| - Georgia   |                               |                     | - Albania                                                           |                               |
| 5 puntos    | 4 puntos                      | 3 puntos            | 2 puntos                                                            | 1 punto                       |
|             | - España - Estonia            | - Islandia - Serbia | - Dinamarca - Grecia - Polonia - Reino Unido                        | - Finlandia                   |

##### Final
| Jurado                | Jurado    | Jurado                | Jurado    | Jurado   |
| 12 puntos             | 10 puntos | 8 puntos              | 7 puntos  | 6 puntos |
| --------------------- | --------- | --------------------- | --------- | -------- |
| - Polonia             |           |                       | - Grecia  |          |
| 5 puntos              | 4 puntos  | 3 puntos              | 2 puntos  | 1 punto  |
| - Albania - Dinamarca | - Francia | - Reino Unido         |           | - Malta  |
| Televoto              |           |                       |           |          |
| 12 puntos             | 10 puntos | 8 puntos              | 7 puntos  | 6 puntos |
|                       |           |                       | - Georgia |          |
| 5 puntos              | 4 puntos  | 3 puntos              | 2 puntos  | 1 punto  |
|                       |           | - Azerbaiyán - Italia |           |          |

#### Puntuación otorgada por San Marino
| Puntos    | Jurado    | Televoto  |
| --------- | --------- | --------- |
| 12 puntos | Polonia   | Moldavia  |
| 10 puntos | Grecia    | Finlandia |
| 8 puntos  | Moldavia  | Islandia  |
| 7 puntos  | Albania   | Serbia    |
| 6 puntos  | Suiza     | Suiza     |
| 5 puntos  | Bulgaria  | Grecia    |
| 4 puntos  | Serbia    | Bulgaria  |
| 3 puntos  | Finlandia | Portugal  |
| 2 puntos  | Portugal  | Albania   |
| 1 punto   | Islandia  | Dinamarca |

| Puntos    | Jurado    | Televoto  |
| --------- | --------- | --------- |
| 12 puntos | Francia   | Italia    |
| 10 puntos | Italia    | Francia   |
| 8 puntos  | Grecia    | Chipre    |
| 7 puntos  | Malta     | Grecia    |
| 6 puntos  | Lituania  | Moldavia  |
| 5 puntos  | Moldavia  | Ucrania   |
| 4 puntos  | Suiza     | Finlandia |
| 3 puntos  | Bulgaria  | Suiza     |
| 2 puntos  | Albania   | Bulgaria  |
| 1 punto   | Finlandia | Rusia     |

##### Desglose
El jurado sanmarinense estuvo compuesto por:
- Antonio Cecchetti
- Elisa Manzaroli
- Fabrizio Raggi
- Jimmy JDKA
- Marilia Reffi

| Semifinal 2 | Semifinal 2     | Semifinal 2                | Semifinal 2                | Semifinal 2                | Semifinal 2                | Semifinal 2                | Semifinal 2                | Semifinal 2                | Semifinal 2                | Semifinal 2                |
| N.º         | País            | Jurado                     | Jurado                     | Jurado                     | Jurado                     | Jurado                     | Jurado                     | Jurado                     | Televoto                   | Televoto                   |
| N.º         | País            | Jurado A                   | Jurado B                   | Jurado C                   | Jurado D                   | Jurado E                   | Ranking                    | Puntos                     | Ranking                    | Puntos                     |
| ----------- | --------------- | -------------------------- | -------------------------- | -------------------------- | -------------------------- | -------------------------- | -------------------------- | -------------------------- | -------------------------- | -------------------------- |
| 01          | San Marino      | -------------------------- | -------------------------- | -------------------------- | -------------------------- | -------------------------- | -------------------------- | -------------------------- | -------------------------- | -------------------------- |
| 02          | Estonia         | 5                          | 10                         | 11                         | 13                         | 10                         | 13                         |                            | 12                         |                            |
| 03          | República Checa | 15                         | 11                         | 9                          | 4                          | 13                         | 12                         |                            | 16                         |                            |
| 04          | Grecia          | 1                          | 8                          | 1                          | 3                          | 4                          | 2                          | 10                         | 6                          | 5                          |
| 05          | Austria         | 8                          | 13                         | 14                         | 10                         | 9                          | 14                         |                            | 13                         |                            |
| 06          | Polonia         | 2                          | 1                          | 5                          | 2                          | 3                          | 1                          | 12                         | 14                         |                            |
| 07          | Moldavia        | 4                          | 3                          | 3                          | 5                          | 6                          | 3                          | 8                          | 1                          | 12                         |
| 08          | Islandia        | 13                         | 5                          | 6                          | 14                         | 7                          | 10                         | 1                          | 3                          | 8                          |
| 09          | Serbia          | 16                         | 16                         | 7                          | 1                          | 12                         | 7                          | 4                          | 4                          | 7                          |
| 10          | Georgia         | 9                          | 15                         | 13                         | 11                         | 15                         | 16                         |                            | 11                         |                            |
| 11          | Albania         | 7                          | 4                          | 2                          | 9                          | 5                          | 4                          | 7                          | 9                          | 2                          |
| 12          | Portugal        | 14                         | 14                         | 15                         | 6                          | 2                          | 9                          | 2                          | 8                          | 3                          |
| 13          | Bulgaria        | 3                          | 9                          | 12                         | 7                          | 8                          | 6                          | 5                          | 7                          | 4                          |
| 14          | Finlandia       | 6                          | 2                          | 10                         | 16                         | 16                         | 8                          | 3                          | 2                          | 10                         |
| 15          | Letonia         | 11                         | 12                         | 4                          | 8                          | 14                         | 11                         |                            | 15                         |                            |
| 16          | Suiza           | 10                         | 7                          | 8                          | 12                         | 1                          | 5                          | 6                          | 5                          | 6                          |
| 17          | Dinamarca       | 12                         | 6                          | 16                         | 15                         | 11                         | 15                         |                            | 10                         | 1                          |

| Final | Final        | Final                      | Final                      | Final                      | Final                      | Final                      | Final                      | Final                      | Final                      | Final                      |
| N.º   | País         | Jurado                     | Jurado                     | Jurado                     | Jurado                     | Jurado                     | Jurado                     | Jurado                     | Televoto                   | Televoto                   |
| N.º   | País         | Jurado A                   | Jurado B                   | Jurado C                   | Jurado D                   | Jurado E                   | Ranking                    | Puntos                     | Ranking                    | Puntos                     |
| ----- | ------------ | -------------------------- | -------------------------- | -------------------------- | -------------------------- | -------------------------- | -------------------------- | -------------------------- | -------------------------- | -------------------------- |
| 01    | Chipre       | 9                          | 14                         | 13                         | 16                         | 11                         | 17                         |                            | 3                          | 8                          |
| 02    | Albania      | 10                         | 6                          | 11                         | 14                         | 7                          | 9                          | 2                          | 19                         |                            |
| 03    | Israel       | 13                         | 23                         | 15                         | 17                         | 17                         | 20                         |                            | 18                         |                            |
| 04    | Bélgica      | 6                          | 20                         | 22                         | 12                         | 8                          | 13                         |                            | 23                         |                            |
| 05    | Rusia        | 11                         | 16                         | 17                         | 5                          | 15                         | 14                         |                            | 10                         | 1                          |
| 06    | Malta        | 7                          | 4                          | 2                          | 20                         | 3                          | 4                          | 7                          | 17                         |                            |
| 07    | Portugal     | 23                         | 19                         | 6                          | 7                          | 24                         | 15                         |                            | 20                         |                            |
| 08    | Serbia       | 25                         | 24                         | 21                         | 2                          | 14                         | 11                         |                            | 16                         |                            |
| 09    | Reino Unido  | 21                         | 17                         | 14                         | 22                         | 22                         | 22                         |                            | 24                         |                            |
| 10    | Grecia       | 4                          | 9                          | 4                          | 4                          | 2                          | 3                          | 8                          | 4                          | 7                          |
| 11    | Suiza        | 12                         | 7                          | 3                          | 23                         | 9                          | 7                          | 4                          | 8                          | 3                          |
| 12    | Islandia     | 16                         | 8                          | 16                         | 8                          | 10                         | 12                         |                            | 13                         |                            |
| 13    | España       | 22                         | 18                         | 23                         | 25                         | 23                         | 25                         |                            | 22                         |                            |
| 14    | Moldavia     | 8                          | 5                          | 12                         | 18                         | 5                          | 6                          | 5                          | 5                          | 6                          |
| 15    | Alemania     | 24                         | 21                         | 25                         | 9                          | 19                         | 19                         |                            | 21                         |                            |
| 16    | Finlandia    | 14                         | 3                          | 24                         | 10                         | 16                         | 10                         | 1                          | 7                          | 4                          |
| 17    | Bulgaria     | 5                          | 11                         | 9                          | 6                          | 13                         | 8                          | 3                          | 9                          | 2                          |
| 18    | Lituania     | 3                          | 10                         | 8                          | 15                         | 6                          | 5                          | 6                          | 12                         |                            |
| 19    | Ucrania      | 15                         | 13                         | 10                         | 24                         | 12                         | 18                         |                            | 6                          | 5                          |
| 20    | Francia      | 1                          | 2                          | 1                          | 3                          | 1                          | 1                          | 12                         | 2                          | 10                         |
| 21    | Azerbaiyán   | 20                         | 15                         | 18                         | 19                         | 21                         | 23                         |                            | 15                         |                            |
| 22    | Noruega      | 19                         | 22                         | 20                         | 21                         | 25                         | 24                         |                            | 14                         |                            |
| 23    | Países Bajos | 18                         | 25                         | 19                         | 13                         | 20                         | 21                         |                            | 25                         |                            |
| 24    | Italia       | 2                          | 1                          | 5                          | 1                          | 4                          | 2                          | 10                         | 1                          | 12                         |
| 25    | Suecia       | 17                         | 12                         | 7                          | 11                         | 18                         | 16                         |                            | 11                         |                            |
| 26    | San Marino   | -------------------------- | -------------------------- | -------------------------- | -------------------------- | -------------------------- | -------------------------- | -------------------------- | -------------------------- | -------------------------- |